# Патоси (Албания)
Пато́си (алб. Patosi) — это маленький город на юго-западе Албании. У местности, которая принадлежит области Фиери, примерно 22.700 жителей (2005).
Это место развилось во время Второй мировой войны, превративщись из маленькой деревни в промышленный город, считающийся сегодня одним из 20-ти крупнейших городов страны. Патоси — это центр албанской нефтедобычи. Упадок промышленного сектора в Албании, после падения коммунизма в 1990-х, привел к многочисленным социальным проблемам в городе. Кроме того, весь регион страдает от загрязнения окружающей среды промышленными отходами.
Недалеко от города находится старое иллрийское поселение Margelliç (нем.)
В городе базируется футбольный клуб Албпетрол (Klubi Sportiv Albpetrol)

## Фотографии

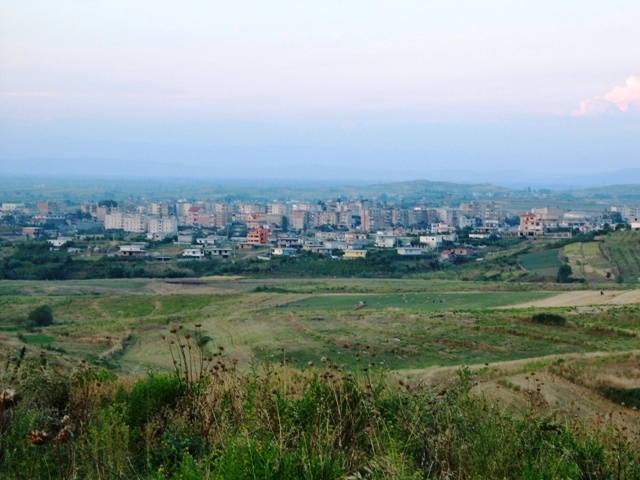